# NGC 5723
NGC 5723 é uma galáxia elíptica (E-S0) localizada na direcção da constelação de Boötes. Possui uma declinação de +46° 41' 24" e uma ascensão recta de 14 horas, 38 minutos e 57,8 segundos.
A galáxia NGC 5723 foi descoberta em 16 de Abril de 1855 por William Parsons.